# Outi Mäenpää

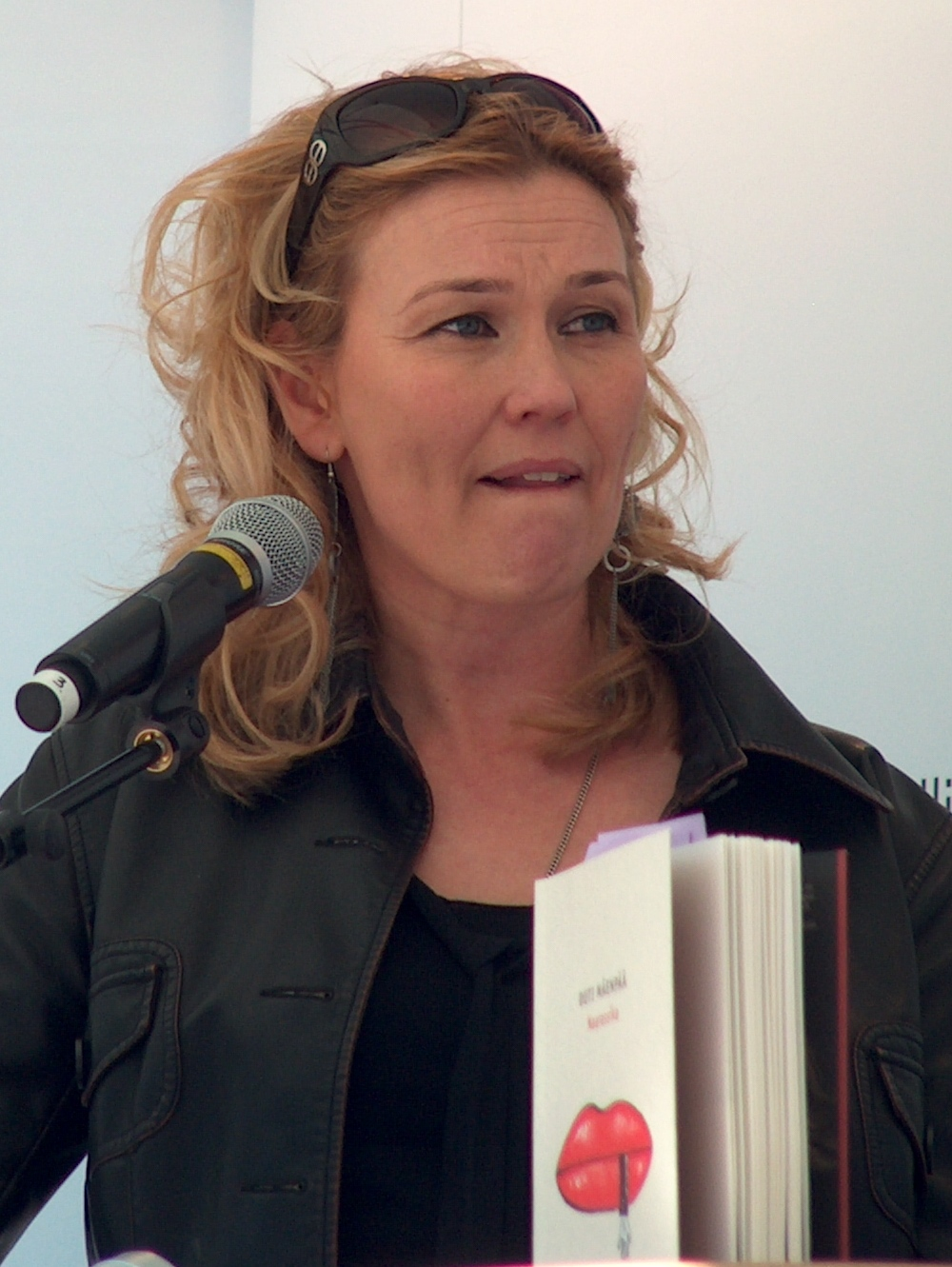
Outi Mäenpää in Helsinki, 2008

Outi Kirsti Johanna Mäenpää (* 24. Februar 1962 in Helsinki) ist eine finnische Schauspielerin.

## Leben
Outi Mäenpää absolvierte von 1984 bis 1988 ein Schauspielstudium an der Theaterakademie Helsinki. Anschließend wirkte sie vor allem in ihrem Heimatland in zahlreichen Film- und Fernsehproduktionen mit. Dabei arbeitete sie mehrfach mit dem Regisseur Aki Kaurismäki zusammen. In Deutschland wurde sie 1998 durch den vielfach ausgezeichneten Film Zugvögel … Einmal nach Inari unter anderem mit Joachim Król, Peter Lohmeyer und Nina Petri bekannt. Insgesamt wurde sie drei Mal als Beste Hauptdarstellerin mit dem nationalen finnischen Filmpreis Jussi ausgezeichnet, jeweils für ihre Rollen in Lomalla (2000), Kukkia & sidontaa (2004) und Musta jää (2007).
Mäenpää ließ sich 2001 von ihrem ersten Mann, Pekka Järvilehto, scheiden. Zusammen haben sie zwei gemeinsame Söhne. Von 2009 bis 2014 war sie mit dem sechs Jahre jüngeren finnischen Filmproduzenten Kai Nordberg verheiratet. Neben ihrer Muttersprache Finnisch spricht Outi Mäenpää noch Englisch, Schwedisch und Deutsch.

## Filmografie (Auswahl)
- 1989: Mutter gesucht (Anni tahtoo äidin)
- 1990: Das Mädchen aus der Streichholzfabrik (Tulitikkutehtaan tyttö)
- 1996: Wolken ziehen vorüber (Kauas pilvet karkaavat)
- 1998: Zugvögel … Einmal nach Inari
- 1999: Juha
- 2000: Lomalla
- 2002: Der Mann ohne Vergangenheit (Mies vailla menneisyyttä)
- 2003: Helmiä ja sikoja
- 2004: Kukkia & sidontaa
- 2004: Playa del Futuro
- 2007: Musta jää (Black Ice)
- 2008: Kleine Hände, große Pfoten (Myrsky)
- 2010: Bessere Zeiten (Svinalängorna)
- 2012: Call Girl
- 2014: Nurses (Syke, Fernsehserie, eine Folge)
- 2017: Träum weiter (Dröm vidare)

## Auszeichnungen
Jussi
- 2000: Beste Hauptdarstellerin für Lomalla
- 2004: Beste Nebendarstellerin für Helmiä ja sikoja
- 2005: Beste Hauptdarstellerin für Kukkia & sidontaa
- 2008: Beste Hauptdarstellerin für Musta jää

Guldbagge
- 2011: Beste Nebendarstellerin für Bessere Zeiten